# Jean Lindenmann
Jean Lindenmann, né à Zagreb le 18 septembre 1924 et mort à Zurich le 15 janvier 2015, est un virologiste et immunologiste, co-découvreur de l'interféron avec Alick Isaacs.

## Biographie
Il étudie la médecine à l'université de Zurich avant de se spécialiser en bactériologie et virologie et de travailler à Londres avant de retourner dans son université d'origine.